# Équipe d'Algérie de football à la Coupe du monde 1986
Cet article relate le parcours de l’Équipe d'Algérie de football lors de la Coupe du monde de football 1986 organisée au Mexique du 31 mai au 29 juin 1986. Il s'agit de la 2e participation de l' Algérie à la Coupe du monde de football après l'édition de 1982.

## Effectif
| N° | Pos. | Nom                 | Date de Naissance | Sél. | Buts | Club                       |
| -- | ---- | ------------------- | ----------------- | ---- | ---- | -------------------------- |
| 1  | GB   | Nacerdine Drid      | 22 janvier 1957   | 2    | -    | MP Oran                    |
| 21 | GB   | Larbi El-Hadi       | 27 mai 1961       | 2    | -    | WO Boufarik                |
| 22 | GB   | Mourad Amara        | 19 février 1959   | 0    | -    | JE Tizi-Ouzou              |
|    |      |                     |                   |      |      |                            |
| 2  | DF   | Mahmoud Guendouz    | 24 février 1953   | 3    | 0    | IR El Biar                 |
| 4  | DF   | Noureddine Kourichi | 12 avril 1954     | 2    | 0    | Lille OSC                  |
| 5  | DF   | Abdellah Medjadi    | 1er décembre 1957 | 2    | 0    | AS Monaco                  |
| 15 | DF   | Abdelhamid Sadmi    | 1er janvier 1961  | 0    | 0    | JE Tizi-Ouzou              |
| 16 | DF   | Faouzi Mansouri     | 17 janvier 1956   | 3    | 0    | Montpellier HSC            |
| 19 | DF   | Mohamed Chaib       | 20 mai 1957       | 0    | 0    | RS Kouba                   |
| 20 | DF   | Fodil Megharia      | 23 mai 1961       | 2    | 0    | Chlef SO                   |
|    |      |                     |                   |      |      |                            |
| 3  | ML   | Fathi Chebel        | 19 août 1956      | 0    | 0    | FC Bourges                 |
| 6  | ML   | Mohamed Kaci-Saïd   | 2 mai 1958        | 3    | 0    | RS Kouba                   |
| 8  | ML   | Karim Maroc         | 5 mars 1958       | 2    | 0    | Montpellier HSC            |
| 10 | ML   | Lakhdar Belloumi    | 29 décembre 1958  | 3    | 0    | GCR Mascara                |
| 14 | ML   | Djamel Zidane       | 28 avril 1955     | 3    | 1    | KS Waterschei              |
| 17 | ML   | Fawzi Benkhalidi    | 3 février 1963    | 0    | 0    | WO Boufarik                |
| 18 | ML   | Alim Ben Mabrouk    | 25 juin 1960      | 2    | 0    | Matra Racing Paris         |
|    |      |                     |                   |      |      |                            |
| 7  | AT   | Salah Assad         | 10 juin 1958      | 2    | 0    | FC Mulhouse                |
| 9  | AT   | Djamel Menad        | 22 juillet 1960   | 2    | 0    | JE Tizi-Ouzou              |
| 11 | AT   | Rabah Madjer        | 15 décembre 1958  | 3    | 0    | FC Porto                   |
| 12 | AT   | Tedj Bensaoula      | 1er décembre 1954 | 1    | 0    | Le Havre                   |
| 13 | AT   | Rachid Harkouk      | 19 mai 1956       | 1    | 0    | Notts County Football Club |

 * Source : les effectifs du groupe (D) , Brésil , Espagne , Algérie et Irlande du Nord parus sur le journal Français L'Equipe du Mercredi 28 mai 1986 page 14 , ainsi les journaux Algériens ; El Moudjahid , L'Horizons du même jour .

## Préparation
| Entraîneur :     |
| Bora Milutinović |

| Entraîneur :  |
| Rabah Saadane |

| Entraîneur :     |
| Bora Milutinović |

| Entraîneur :  |
| Rabah Saadane |

| Entraîneur :  |
| Rabah Saadane |

| Entraîneur : |
| György Mezey |

| Entraîneur :  |
| Rabah Saadane |

| Entraîneur : |
| György Mezey |

| Entraîneur :  |
| Rabah Saadane |

| Entraîneur : |
| Kim Jung-nam |

| Entraîneur :  |
| Rabah Saadane |

| Entraîneur : |
| Kim Jung-nam |

| Entraîneur :      |
| Daniel Jeandupeux |

| Entraîneur :  |
| Rabah Saadane |

| Entraîneur :      |
| Daniel Jeandupeux |

| Entraîneur :  |
| Rabah Saadane |

## Phase Finale

### Premier tour
| Classement du groupe D |                 |     |   |   |   |   |    |    |      |
|                        | Équipe          | Pts | J | G | N | P | BP | BC | Diff |
| 1                      | Brésil          | 6   | 3 | 3 | 0 | 0 | 5  | 0  | +5   |
| 2                      | Espagne         | 4   | 3 | 2 | 0 | 1 | 5  | 2  | +3   |
| 3                      | Irlande du Nord | 1   | 3 | 0 | 1 | 2 | 2  | 6  | -4   |
| 4                      | Algérie         | 1   | 3 | 0 | 1 | 2 | 1  | 5  | -4   |

| 1er juin | Brésil  | 1 | 0 | Espagne         |
| 3 juin   | Algérie | 1 | 1 | Irlande du Nord |
| 6 juin   | Brésil  | 1 | 0 | Algérie         |
| 7 juin   | Espagne | 2 | 1 | Irlande du Nord |
| 12 juin  | Brésil  | 3 | 0 | Irlande du Nord |
| 12 juin  | Espagne | 3 | 0 | Algérie         |

| 3 juin 1986                       | Algérie    | 1 - 1 | Irlande du Nord | Estadio Tres de Marzo, Guadalajara              |                                                 |
| 12:00 · Historique des rencontres | Zidane 59e |       | Whiteside 6e    | Spectateurs : 22 000 Arbitrage : Valeri Butenko | Spectateurs : 22 000 Arbitrage : Valeri Butenko |
| 12:00 · Historique des rencontres | (Rapport)  |       |                 | Spectateurs : 22 000 Arbitrage : Valeri Butenko | Spectateurs : 22 000 Arbitrage : Valeri Butenko |

| 6 juin 1986                       | Brésil     | 1 - 0 | Algérie | Estadio Jalisco, Guadalajara                          |                                                       |
| 12:00 · Historique des rencontres | Careca 66e |       |         | Spectateurs : 48 000 Arbitrage : Rómulo Méndez Molina | Spectateurs : 48 000 Arbitrage : Rómulo Méndez Molina |
| 12:00 · Historique des rencontres | (Rapport)  |       |         | Spectateurs : 48 000 Arbitrage : Rómulo Méndez Molina | Spectateurs : 48 000 Arbitrage : Rómulo Méndez Molina |

| 12 juin 1986                      | Espagne                     | 3 - 0 | Algérie | Estadio Tecnológico, Monterrey                 |                                                |
| 12:00 · Historique des rencontres | Calderé 15e, 68e · Eloy 70e |       |         | Spectateurs : 20 000 Arbitrage : Shizuo Takada | Spectateurs : 20 000 Arbitrage : Shizuo Takada |
| 12:00 · Historique des rencontres | (Rapport)                   |       |         | Spectateurs : 20 000 Arbitrage : Shizuo Takada | Spectateurs : 20 000 Arbitrage : Shizuo Takada |